# Liste der Monuments historiques in Parempuyre
Die Liste der Monuments historiques in Parempuyre führt die Monuments historiques in der französischen Gemeinde Parempuyre auf.

## Liste der Bauwerke
| Bezeichnung    | Beschreibung | Standort | Kennzeichnung | Schutzstatus | Datum | Bild           |
| -------------- | ------------ | -------- | ------------- | ------------ | ----- | -------------- |
| Schloss Pichon | Erbaut 1881  | (Lage)   | PA33000025    | Inscrit      | 2000  | weitere Bilder |

## Liste der Objekte
- Monuments historiques (Objekte) in Parempuyre in der Base Palissy des französischen Kultusministeriums